# Kaligrafija
Kaligrafija (iz grških besed κάλλος kallos - »lepota« in γραφή graphẽ »pisanje«) je zvrst vizualne umetnosti, ki se ukvarja z abstraktnim oblikovanjem pisave.

## Zgodovina
Razvoj kaligrafije se začne s pojavom pisnega sporočanja. Naši predniki so na začetku uporabljali preproste piktograme (sličice/risbe, ki so predstavljale neko konkretno stvar, kasneje tudi pojme), iz katerih so je nato razvil klinopis. Nasledniki tega so hieroglifi, ki pa so pravzaprav bolj podobni piktogramom kot pa klinopisu, saj so slednjega s klini dolbli v svežo glino, kar je pomenilo, da poimenovalne strukture niso smele vsebovati zapletenih potez. Hieroglifom so sledile kitajske pismenke, tem pa končno pravi črkopisi (pri katerih ena črka zaznamuje en glas). Prvi je bil aramejski, ki je navdahnil grškega, iz tega pa se je razvil latinski črkopis, ki je podlaga za vse nadaljnje evropske pisave.

## Moderna kaligrafija
Dandanes se kaligrafi ukvarjajo predvsem s posnemanjem starih pisav, ki dajejo vabilom, čestitkam, priznanjem, naslovom, listinam in raznim okrasnim predmetom poseben čar in lepoto. Glavni pripomoček pri tem so po navadi posebna kovinska peresa s prirezano konico (ki jih je treba glede na tip pisave držati pod določenim kotom), lahko pa jih nadomestijo z gosjimi peresi ali peresi iz trstja (po vzoru časov, ko nalivna peresa še niso obstajala). Nepogrešljive so tudi razne vrste papirja - od šeleshamerja do pergamenta; paziti je treba le, da papir ni pretanek ali preveč vpojen za izbrano pisalo. Seveda tudi brez črnila v raznih odtenkih ne gre. Za izdelavo inicialk (okrašene začetne črke), kar je posebna umetnost, pa se uporabljajo razna barvila in pozlate. 
Najpopularnejši slogi pisav:
- unciala: kot 15° (ta pisava se pojavlja v Gospodarju prstanov - npr. napis na prstanu)
- karolina: kot 30° (morda bolj znana kot karolinška minuskula iz časov karolinške dinastije)
- gotica: kot 45°
- italika: kot 45°
- copperplate: kot 55°